# Pieve di San Polo in Rosso
La pieve di San Polo in Rosso è un edificio religioso situato a Poggio San Polo, nel comune di Gaiole in Chianti.

## Storia
La sua costruzione risale al XII secolo. Il nome della pieve si trova in una donazione del 1070 conservata nella Badia di Coltibuono ed è citata come Sancti Pauli scito Russo. Anche nella bolla datata 11 marzo 1103 emessa da Pasquale II al vescovo Giovanni da Fiesole, si parla di questa pieve, che il Papa conferma essere di pertinenza del vescovo.
La pieve di San Polo in Rosso fu possedimento dei Firidolfi da Montegrossi, ai quali probabilmente si deve la sistemazione romanico-gotica e appartenne ai discendenti di Diotisalvi, figlio di Drudolo della famiglia dei Ricasoli. Nel 1200 essa ebbe la funzione di fortilizio, a causa della sua posizione sulla linea difensiva fiorentina del Chianti e divenne un insediamento fortificato, con l'inserimento in una cinta muraria quadrangolare, intervallato da torri. Anche la sua facciata ebbe le mura rialzate e l'abside fu usata come torre.
Nel 1351 subì l'assedio dei Ricasoli, intenzionati a derubare il pievano Raniero Ricasoli, loro zio, ma essi furono allontanati dalle truppe della Repubblica fiorentina. Nel 1478 fu parzialmente distrutta dagli Aragonesi, nel 1480 ebbe come pievano il fiorentino Ludovico, figlio di Ugolino Martelli.
Il 25 luglio 1497, col breve di Alessandro VI alla Signoria di Firenze,  la pieve di San Polo in Rosso tornò in possesso di Giuliano di Ranieri Ricasoli.

## Descrizione
Di questa pieve, che si presenta inserita in una struttura difensiva trecentesca cosicché il profilo della facciata si confonde nello spessore delle muraglie, sono rimaste due torri circolari del XV secolo e due quadrangolari, della fine del Duecento. I suoi edifici sono usati come fattoria.
La pieve si presenta con un carattere romanico-gotico. La facciata ha un'apertura ad "occhio".
L'interno ha tre navate spartite da pilastri, un'abside semicircolare e volte ogivali a crociera del XIV secolo, che hanno sostituito le capriate di legno, crollate nell'assedio del 1351.
Nella navata maggiore si trova un ciclo di affreschi attribuiti alla "maniera di Ambrogio Lorenzetti", datati tra il quarto e il quinto decennio del XIV secolo, mentre le decorazioni delle nervature e delle volte risalgono al restauro dei primi anni del Novecento.
Frutto di ripristini novecenteschi è la vivace decorazione a finta bicromia e lo sfondo stellato degli spicchi delle volte, che incorniciano un ciclo di affreschi tardotrecenteschi. Da segnalare, nel presbiterio, un pregevole "Crocifisso" ligneo di Scuola senese degli inizi del XIV secolo.